# San Severo
San Severo est une ville italienne de la province de Foggia dans la région des Pouilles.

## Géographie
La ville se trouve au cœur de la Table des Pouilles à 86 m au-dessus du niveau des mers.
San Severo est la trente-deuxième ville italienne en masse des terres et la neuvième des Pouilles.
Le territoire est essentiellement plat et appartient géologiquement à l'ancien Quaternaire : caractérisé par le sable, l'argile et des fossiles marins.

### Agriculture
La campagne est peu peuplée en dépit d'être parsemée de fermes. Les principales cultures sont celles des oliveraies, des vignobles étendus de différents types et de vastes terres arables de blé. Les vergers sont plus rares, alors qu'il y a des champs plantés avec des légumes, en particulier des courgettes.

### Hydrographie
Les cours d'eau sont minimes. En plus de Candelaro, agro Sanseveresi est traversé par des ruisseaux Triolo, Salsola, Radicosa, Vènolo, Ferrante, Santa Maria et Potesano.
La rareté de l'eau sur la surface, presque totalement absente en été, ce qui correspond à une présence significative des eaux souterraines saumâtres, en particulier dans le sous-sol de la ville.

### Climat
Le climat est déjà tempéré par latitude et longitude, il se caractérise par des hivers relativement froids (avec de rares chutes de neige) et des étés très chauds, caractérisés par des changements extrêmes de température pendant la journée. Les vents sont fréquents et modérés, parfois assez fort.
Le mois le plus froid est janvier avec une moyenne de 3 °C et les mois les plus chauds sont juillet et août avec une moyenne 25 °C.

## Histoire
San Severo est nommée en l'honneur de Séverin de Norique.

## Administration
| Période                                  | Période  | Identité           | Étiquette       | Qualité |
| ---------------------------------------- | -------- | ------------------ | --------------- | ------- |
| 28 juin 2004                             | En cours | Michele Santarelli | Centro-Sinistra |         |
| Les données manquantes sont à compléter. |          |                    |                 |         |

### Communes limitrophes
Apricena, Foggia, Lucera, Rignano Garganico, San Marco in Lamis, San Paolo di Civitate, Torremaggiore

### Jumelages
- Bourg-en-Bresse (France)[2]
- Pampelune (Espagne)

## Personnalités liées à la ville
- Raimondo di Sangro (1710-1771), VIIe prince de San Severo, militaire et scientifique
- Mario Carli (1888-1935), écrivain et journaliste
- Bruno La Ronga, communiste italien.
- Ciro Tota (1954-..), auteur de bandes dessinées
- Michele Pazienza (1982-..), footballeur italien
- Christopher Siena (1992-..), footballeur italien